# 페루 상위고급중앙종합국방대학원
상위고급중앙종합국방대학원(上位高級中央綜合國防大學院, 스페인어: Centro de Altos Estudios Nacionales)은 1950년 7월 14일을 기하여 첫 설립 및 개교된 국립 페루 국방대학원이다.
예비역 페루 육군 소령 루이스 카스타녜다 로시오 전직 페루 리마 시장이 아직 현역 페루 육군 대위 시절(1975년 2월) 이 대학원의 행정학 석사 과정을 나왔다.